# Мамыкин, Матвей Вячеславович
Матвей Вячеславович Мамыкин (род. 31 октября 1994) — российский профессиональный велогонщик. С 2016 года выступавший за команду Katusha. Выступал на гранд-туре Вуэльта Испании 2016..

## Карьера

### 2015
В июле 2015 года Мамыкин, в составе Itera-Katusha на Giro della Valle d'Aosta лидировал в общем зачёте после победы из отрыва на третьем этапе, опережая на 2:30 Джулио Чикконе. Однако через день потерял майку лидера, уступив её Роберту Пауэру А конце августа того же года Мамыкин выиграл седьмой этап на Tour de l'Avenir, а по итогам всей гонки стал 3-м в общем зачёте и победителем горной классификации опередив на два очка француза Гийома Мартена. В конце года подписывает контракт с командой Katusha.

### 2016
Его дебют в новой команде пришёлся на многодневку Вуэльта Валенсии, по итогам которой он не попадает в «Топ-50».
В феврале ему удалось стать пятым в молодёжной классификации Вольты Алгарви, а в марте принял участие в своей первой гонке Мирового тура — Вуэльте Каталонии. В июне Мамыкин занимает девятое место в индивидуальной гонке на Чемпионате России, проиграв чуть более двух минут победителю Сергею Чернецкому и победив в той же дисциплине среди юниоров. Далее следует 14-е место на Туре Польши.
На Вуэльте Бургоса занимает 8-е место в общем зачёте и становится победителем в молодёжной классификации, опередив на 57 секунд Мерхави Кудуса.
В августе Мамыкин отправляется на свой первый Гранд-тур — Вуэльту Испании. На её сложном пятнадцатом этапе с горным финишем на Aramon Formigal следуя за Альберто Контадором и Наиро Кинтаной, которые атакуют с его самого начала, в итоге занимает 8-е место отстав на 1:16 от победителя Джанлуки Брамбиллы. А по итогам всей гонки занимает итоговое 24-е место, в 1:00:10 позади победителя Наиро Кинтаны.
После Вуэльты он принял участие в первом чемпионате Европы для профессионалов, где занял 26-е место. Завершающей гонкой в сезоне для него стала Джиро ди Ломбардия на которой он занял 16-е место.

### 2017
Сезон 2017 года Матвей продолжает в команде Team Katusha–Alpecin, сменившей  Матвей сумел остаться в команде Team Katusha–Alpecin, существенно проредившей представительство российских гонщиков, после смены прописки с российской на швейцарскую. Год уже по традиции начался с Вуэльта Валенсии. В марте-апреле Матвей впервые  принимает участие в гонках Тиррено — Адриатико и Тур Страны Басков, где являлся грегори для своих более опытных товарищей по команде.

### 2018
На сезон 2018 года Матвею не удаётся продлить контракт с Team Katusha–Alpecin и не получив предложений от команд ProTeam, Матвей подписывает однолетний контракт с испанской проконтинентальной командой «Burgos BH».    

### Достижения
2013
12-й этап на Дружба народов Северного Кавказа
 Чемпионат России (горный)
2015
1-й на этапе 3 — Джиро дель Валле-д’Аоста
3-й — Тур де л'Авенир
1-й  Горная классификация
1-й на этапе 7
5-й на Большой приз мэра Сочи
7-й на Гран-при Сараево
2016
 Чемпион России и индивидуальной гонке, U-23
8-й — Вуэльта Бургоса
1-й  Молодёжная классификация

## Статистика выступлений

### Гранд Туры
| Гранд-тур       | 2016 | 2017 |
| --------------- | ---- | ---- |
| Джиро д’Италия  | —    | 87   |
| Тур де Франс    | —    | —    |
| Вуэльта Испании | 24   | НФ   |

### Чемпионаты
| Соревнование     | Соревнование | 2016 | 2017 |
| Чемпионат Европы | RR           | 26   | —    |
| Чемпионат России | ITT          | 9    | —    |
| Чемпионат России | RR           | НФ   | 34   |

### Многодневки Мирового Тура
| Гонка               | 2016 | 2017 |
| Тиррено — Адриатико | —    | 113  |
| Вуэльта Каталонии   | 87   | —    |
| Тур Страны Басков   | —    | 80   |
| Тур Романдии        | —    | 66   |
| Тур Швейцарии       | 31   | 20   |
| Тур Польши          | 14   | 64   |

### Монументальные однодневки
| Гонка                 | 2016 | 2017 |
| Льеж — Бастонь — Льеж | —    | 132  |
| Джиро ди Ломбардия    | 16   | —    |